# Procambarus latipleurum
Procambarus latipleurum är en sötvattenlevande kräfta som lever endemiskt i USA.